# Synaldis
Synaldis is een geslacht van insecten uit de orde vliesvleugeligen (Hymenoptera) en de familie schildwespen (Braconidae).

## Soorten
Deze lijst van 84 stuks is mogelijk niet compleet.
- S. acutidens Fischer, 1967
- S. alfalfae Fischer, 1967
- S. altera Fischer, 1967
- S. aplicata Fischer, 2003
- S. argamani Fischer, 1993
- S. armenica Fischer, 1993
- S. azorica Fischer, 2003
- S. babiyana Fischer, 1973
- S. baloghi Fischer, 1993
- S. bavarica Fischer, 2003
- S. bicolorator Belokobylskij, 2002
- S. blantoni Fischer, 1967
- S. bokhaica Belokobylskij, 2004
- S. bullis Fischer, 2005
- S. cabinica Fischer, 1967
- S. cespitator Belokobylskij, 2004
- S. concolor (Nees, 1812)
- S. cultrigaster Fischer, 1970
- S. difficilis Fischer, 1967
- S. distenta Papp, 1994
- S. distracta (Nees, 1834)
- S. esipenkoi Belokobylskij, 2004
- S. evgenievka Belokobylskij, 2004
- S. exitiosae Fischer, 1967
- S. extremiorientalis Belokobylskij, 2002
- S. fraudulenta Papp, 1981
- S. fuscoflava Papp, 1994
- S. glabrifovea Fischer, 1967
- S. glabripleura Fischer, 1993
- S. globipes Fischer, 1962
- S. goeteborgensis Fischer, 2003
- S. graeca Fischer, 2003
- S. hirsuta Papp, 1994
- S. incisa Gahan, 1912
- S. incompleta (Szepligeti, 1911)
- S. israelica Fischer, 1993
- S. jordanica Fischer, 1993
- S. kangauziensis Belokobylskij, 2002
- S. kaszabiana Papp, 1999
- S. kitweensis Fischer, 2006
- S. lacessiva Fischer, 1975
- S. laquintensis Fischer, 2003
- S. leshii Belokobylskij, 2004
- S. licho Belokobylskij, 2004
- S. liliputana Fischer, 1967

- S. madeiracola Fischer, 2003
- S. mandibulata Fischer, 1970
- S. maruyamae Belokobylskij, 2004
- S. matherana Fischer, 1993
- S. megaseliae Fischer, 1967
- S. megastigma Fischer, 1967
- S. microcara (Thomson, 1895)
- S. nakhonensis Fischer, 2003
- S. nigriceps Papp, 1994
- S. nitidula (Masi, 1933)
- S. nitidulator Belokobylskij, 2004
- S. nodosa Papp, 1996
- S. numerosa Fischer, 1967
- S. orotshi Belokobylskij, 2004
- S. painteri Fischer, 1967
- S. perfida Fischer, 1970
- S. propedistractam Papp, 1993
- S. pygmaea Viereck, 1917
- S. quadrata Fischer, 2003
- S. quinnipiacorum Viereck, 1917
- S. reducta (Tobias, 1962)
- S. rotundidens Fischer, 1967
- S. segmentata Fischer, 1967
- S. sensillosa Fischer, 1967
- S. seralae Belokobylskij, 2004
- S. simplimarginata Fischer, 2003
- S. sinaulice Papp, 2000
- S. sincera Papp, 1994
- S. soederlundi Fischer, 2003
- S. spiraculosa Fischer, 1967
- S. spiritalis (Tobias, 1992)
- S. sternaulis Belokobylskij, 2004
- S. sulcata Fischer, 1962
- S. tothi Fischer, 1993
- S. ultima Fischer, 1970
- S. ussuriana Belokobylskij, 2004
- S. venustula Papp, 2007
- S. vestigata Papp, 1994
- S. viructae Fischer, 1993